# Dave Walker
David Walker (născut pe 25 ianuarie 1945 în Walsall, Staffordshire, Anglia) este un cântăreț și chitarist, cel mai cunoscut pentru activitatea în Savoy Brown și Fleetwood Mac. Și-a prescurtat numele în Dave Walker. Și-a început cariera în debutul anilor '60 cu o trupă R&B numită The Redcaps.
Alte formații în care a cântat au fost Beckett, Idle Race, Hungry Fighter, Mistress și Black Sabbath.